# Robert Hawkes
Robert „Bob“ Murray Hawkes (* 18. Oktober 1880 in Breachwood Green; † 12. September 1945 in Luton) war ein englischer Fußballspieler und olympischer Goldmedaillengewinner von 1908.

## Sportlicher Werdegang
Hawkes erlernte das Fußballspielen in heimischen Schul- und Jugendmannschaften in Luton und betätigte sich fortan als Amateurspieler. Im weiteren Verlauf seiner Karriere spielte er dann 349 Ligapartien für Luton Town und war dabei unter anderem in der Mannschaft, die in der Southern League am 4. September 1905 das allererste Spiel gegen Plymouth Argyle in dem neu eröffneten Stadion an der Kenilworth Road absolvierte, das torlos endete.
Hawkes, der zumeist auf der linken Halbposition spielte, kam am 16. Februar 1907 als erster Akteur von Luton Town zu einem Länderspiel für die englische Nationalmannschaft und gewann dort im Goodison Park mit 1:0 gegen Irland. Er sollte noch vier weitere Spiele für England anlässlich einer Europatournee im Jahre 1908 absolvieren, wobei der 4:0-Sieg am 13. Juni 1908 gegen Böhmen zugleich seine Länderspielkarriere beendete. Er konnte dabei alle Partien gewinnen.
Beim olympischen Fußballturnier 1908 in London kam er mit der englischen Amateurnationalmannschaft, die als Auswahl Großbritanniens antrat, in allen drei Spielen zum Einsatz, schoss dabei in der Partie gegen Schweden zwei Tore und gewann letztlich die Goldmedaille. Insgesamt kam Hawkes auf 22 Spiele für die Amateurauswahl und repräsentierte zudem seine Heimat in Hertfordshire.
Nach seiner Zeit für Luton Town agierte Hawkes noch für Bedford Town und trat im Jahre 1920 vom aktiven Sport zurück. Anschließend betätigte er sich – der Tradition der Stadt als historische „Hutmetropole“ folgend – als Strohhut-Hersteller. Kurz nach dem Ende des Zweiten Weltkrieges verstarb er rund einen Monat vor seinem 65. Geburtstag.

## Erfolge
- Olympischer Goldmedaillengewinner: 1908